# 普里亞扎區

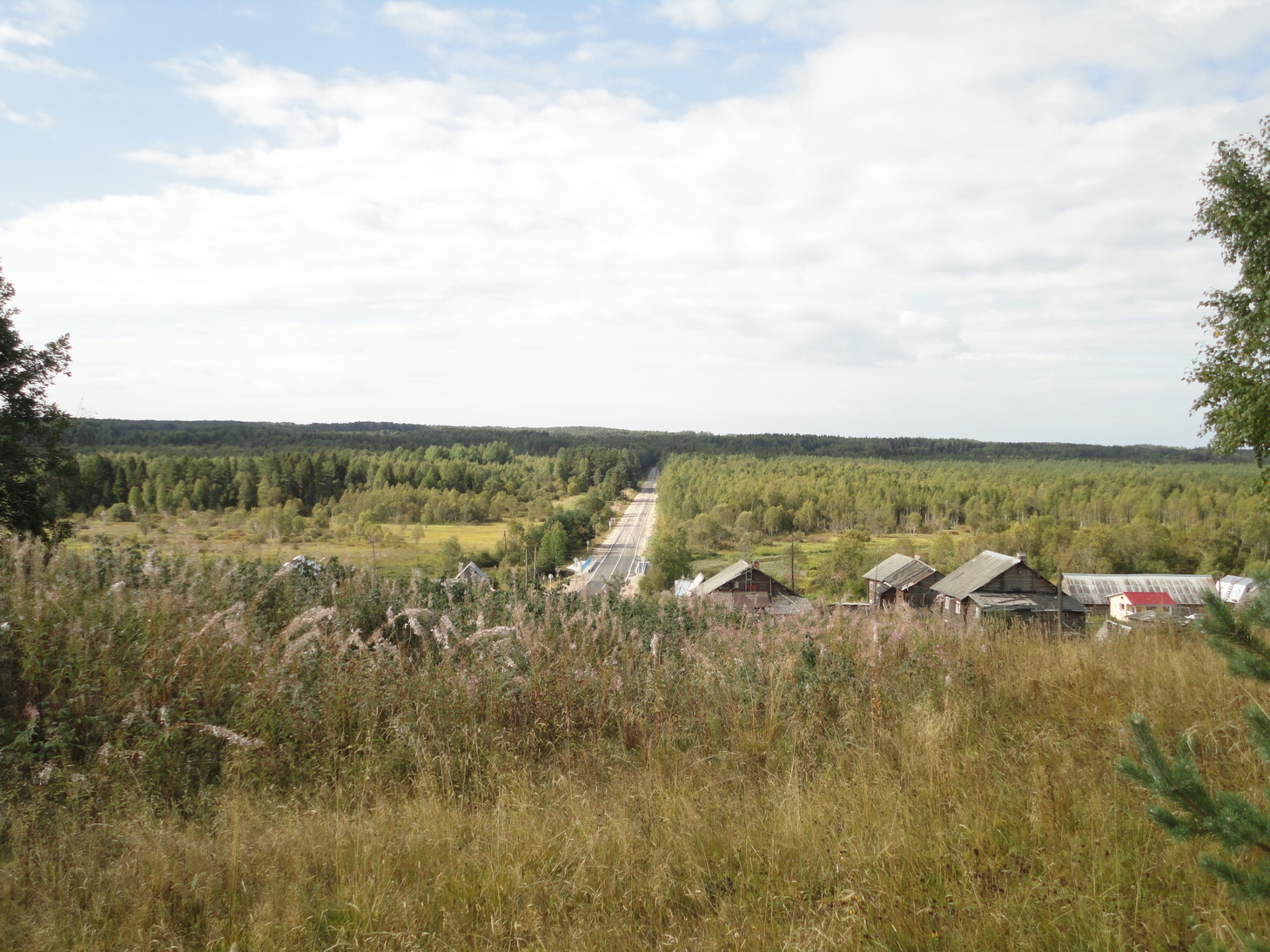

61°42′N 33°37′E / 61.700°N 33.617°E
普里亞扎區（俄语：Пряжинский район），是俄羅斯的一個區，位於該國西北部，由卡累利阿共和國負責管轄，面積6,389平方公里，2010年人口14,664，人口密度每平方公里2.3人。